# مسجد الحسني (الغيضة)
مسجد الحسني هو أقدم مسجد في محافظة المهرة بناه عبد الله ابن محمد الحسني في حافة آل كده في مدينة الغيضة سنة 112 هجرية، وسمي المسجد باسم بانيه الحسني، بني المسجد وفق العمارة الإسلامية الطينية، جدد المسجد للمرة الأولى سنة 1191 هجرية.